# Camoghè
Pizzo Camoghè är ett berg i Schweiz.   Det ligger i distriktet Lugano och kantonen Ticino, i den sydöstra delen av landet, 150 km sydost om huvudstaden Bern. Toppen på Pizzo Camoghè är 2 226 meter över havet, eller 1 065 meter över den omgivande terrängen. Bredden vid basen är 17,4 km.
Terrängen runt Pizzo Camoghè är huvudsakligen bergig. Runt Pizzo Camoghè är det ganska tätbefolkat, med 139 invånare per kvadratkilometer.. Närmaste större samhälle är Lugano, 16,0 km sydväst om Pizzo Camoghè. 
I omgivningarna runt Pizzo Camoghè växer i huvudsak blandskog.